# 10105 Holmhällar
10105 Holmhällar är en asteroid i huvudbältet som upptäcktes den 6 mars 1992 i samband med det svenska projektet UESAC. Den fick den preliminära beteckningen 1992 EM12 och  namngavs senare efter naturreservatet och raukområdet Holmhällar i Vamlingbo socken på södra Gotland. Det utgjorde basen för Uppsalaobservatoriets solförmörkelseexpedition 1954.
Den tillhör asteroidgruppen Themis.
Holmhällars senaste periheliepassage skedde den 13 april 2020.